# العلاقات التشيكية الإسبانية
العلاقات التشيكية الإسبانية هي العلاقات الثنائية التي تجمع بين التشيك وإسبانيا.

## مقارنة بين البلدين
هذه مقارنة عامة ومرجعية للدولتين:
| وجه المقارنة                                              | التشيك                                                                            | إسبانيا                                                                             |
| --------------------------------------------------------- | --------------------------------------------------------------------------------- | ----------------------------------------------------------------------------------- |
| المساحة (كم2)                                             | 78.87 ألف                                                                         | 505.99 ألف                                                                          |
| عدد السكان (نسمة)                                         | 10.52 مليون                                                                       | 46.73 مليون                                                                         |
| الكثافة السكانية (ن./كم²)                                 | 133.38                                                                            | 92.35                                                                               |
| العاصمة                                                   | براغ                                                                              | مدريد                                                                               |
| اللغة الرسمية                                             | اللغة التشيكية                                                                    | اللغة الإسبانية، اللغة الغاليسية، لغة بشكنشية، اللغة الكتالونية، اللغة الأوكسيتانية |
| العملة                                                    | كرونة تشيكية، كرونة تشيكوسلوفاكية                                                 | يورو، بيزيتا إسبانية                                                                |
| الناتج المحلي الإجمالي (بليون دولار)                      | 215.73 مليار                                                                      | 1.31 تريليون                                                                        |
| الناتج المحلي الإجمالي (تعادل القوة الشرائية) بليون دولار | 356.15 مليار                                                                      | 1.77 تريليون                                                                        |
| الناتج المحلي الإجمالي الاسمي للفرد دولار أمريكي          | 17.55 ألف                                                                         | 28.16 ألف                                                                           |
| الناتج المحلي الإجمالي للفرد دولار أمريكي                 | 31.19 ألف                                                                         | 38.00 ألف                                                                           |
| مؤشر التنمية البشرية                                      | 0.878                                                                             | 0.876                                                                               |
| رمز المكالمات الدولي                                      | +420                                                                              | +34                                                                                 |
| رمز الإنترنت                                              | .cz                                                                               | .es                                                                                 |
| المنطقة الزمنية                                           | ت ع م+01:00، ت ع م+02:00، توقيت وسط أوروبا، توقيت وسط أوروبا الصيفي، أوروبا/براغ ‏ | ت ع م+01:00، ت ع م+02:00                                                            |

## مدن متوأمة
في ما يلي قائمة باتفاقيات التوأمة بين مدن تشيكية وإسبانية:
- ترتبط Roudnice nad Labem [الإنجليزية]‏ مع ألبايدا باتفاقية توأمة منذ 2004.
- ترتبط براغ مع مدريد باتفاقية توأمة منذ 1967.
- ترتبط باردوبيتسه مع شريش باتفاقية توأمة منذ 1 أبريل 1968.[14][15][16][17]
- ترتبط سوشيتسا مع ألتيا باتفاقية توأمة.

## منظمات دولية مشتركة
يشترك البلدان في عضوية مجموعة من المنظمات الدولية، منها:
| علم المنظمة | اسم المنظمة                               | تاريخ انضمام التشيك | تاريخ انضمام إسبانيا |
| ----------- | ----------------------------------------- | ------------------- | -------------------- |
|             | المنظمة الأوروبية لسلامة الملاحة الجوية   | 1996                | 1997                 |
|             | المرصد الأوروبي الجنوبي                   | 2007                | 2006                 |
|             | منظمة الشرطة الجنائية الدولية             | ?                   | ?                    |
|             | الاتحاد البريدي العالمي                   | ?                   | ?                    |
|             | مركز تنسيق الحركة في أوروبا ‏              | ?                   | ?                    |
|             | حلف شمال الأطلسي                          | 12 مارس 1999        | 30 مايو 1982         |
|             | منظمة التجارة العالمية                    | ?                   | ?                    |
|             | منظمة التعاون الاقتصادي والتنمية          | ?                   | ?                    |
|             | الفريق المعني برصد الأرض                  | ?                   | ?                    |
|             | مجموعة الموردين النوويين                  | ?                   | ?                    |
|             | مؤسسة التنمية الدولية                     | 1993                | 18 أكتوبر 1960       |
|             | اتفاقية السماوات المفتوحة                 | ?                   | ?                    |
|             | منظمة الأمن والتعاون في أوروبا            | 1993                | 25 يونيو 1973        |
|             | الوكالة الدولية للطاقة                    | ?                   | ?                    |
|             | مجلس أوروبا                               | ?                   | ?                    |
|             | مؤسسة التمويل الدولية                     | 1993                | 24 مارس 1960         |
|             | منظمة حظر الأسلحة الكيميائية              | ?                   | ?                    |
|             | الأمم المتحدة                             | 19 يناير 1993       | 14 ديسمبر 1955       |
|             | الاتحاد الدولي للاتصالات                  | 1993                | 1866                 |
|             | الاتحاد الأوروبي                          | 1 مايو 2004         | 1986                 |
|             | البنك الدولي للإنشاء والتعمير             | 1993                | 15 سبتمبر 1958       |
|             | مجموعة أستراليا                           | 1994                | 1985                 |
|             | المركز الدولي لتسوية المنازعات الاستشارية | 22 أبريل 1993       | 17 سبتمبر 1994       |
|             | وكالة الفضاء الأوروبية                    | ?                   | ?                    |
|             | وكالة ضمان الاستثمار متعدد الأطراف        | 1993                | 29 أبريل 1988        |
|             | نظام تحكم تكنولوجيا القذائف               | 1998                | 1990                 |
|             | يونسكو                                    | 22 فبراير 1993      | 30 يناير 1953        |

## أعلام
هذه قائمة لبعض الشخصيات التي تربطها علاقات بالبلدين:
- مانولو بلانيك (مصمم أزياء إسباني، 27 نوفمبر 1942[27][28] – )

## وصلات خارجية
- موقع وزارة الخارجية التشيكية
- موقع وزارة الخارجية الإسبانية